# Colurostylis lemurum
Colurostylis lemurum is een zeekommasoort uit de familie van de Diastylidae. De wetenschappelijke naam van de soort is voor het eerst geldig gepubliceerd in 1917 door Calman.